# Raupenschlepper Ost
El Raupenschlepper Ost (RSO), traducible al español como Tractocamión sobre orugas Este, fue un vehículo ligero oruga multipropósito utilizado ampliamente por las Wehrmacht y el Waffen-SS durante la Segunda Guerra Mundial.

## Historia
En la primera fase de la Operación Barbarroja las unidades mecanizadas del Ejército alemán tuvieron grandes dificultades para desplazarse en terrenos blandos o los caminos rurales embarrados o nevados, incluso para los semiorugas como el Sd.Kfz. 251. Consecuentemente, debido a esto la logística de abastecimiento se vio gravemente afectada en los periodos de lluvias otoñales previos al duro invierno en medio de la estepa rusa.

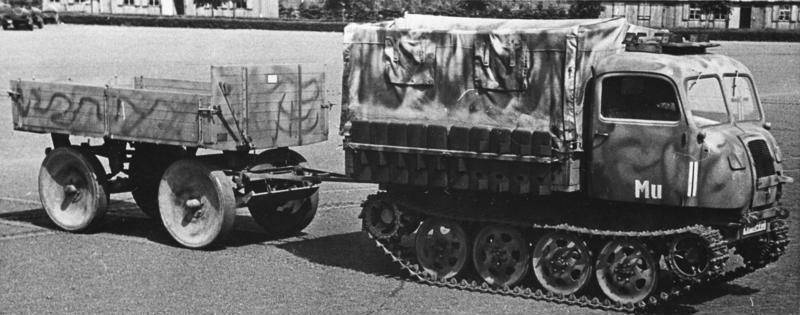
Un RSO 01 arrastrando un remolque con capacidad de 2 toneladas (1942).

El ejército alemán, ante la imposibilidad de desplazarse, solicitó una rápida solución al Ministerio de Armamentos y la respuesta vino a mediados de 1942: la fábrica Steyr-Daimler-Puch presentó un vehículo de orugas diseñado por Ferdinand Porsche. Steyr presentó un vehículo tractor ligero de orugas cuyo diseño recordaba al camión Styer 1500A/01 estándar usado por el ejército. Estaba propulsado con un motor de gasolina Steyr en V8 de 3,5 L con una potencia de 85 CV, tenía una tolva trasera con barandilla de madera y armadura para entoldado. Su sistema de dirección era similar a la de un tanque, el motor cubierto con una carcasa empernada ocupaba el centro del habitáculo de la cabina y tenía una caja con 4 marchas adelante y una atrás; tenía una suspensión del tipo paquete de resortes.
La altura del vehículo era de 55 cm, lo que le permitía vadear cauces poco profundos, y era capaz de remolcar 2 toneladas, desde un cañón mediano como el PaK 40 de 75 mm, hasta el cañón Flak de 8,8 cm PaK 43 (en rectas). Su carga útil era de 1,5 toneladas.

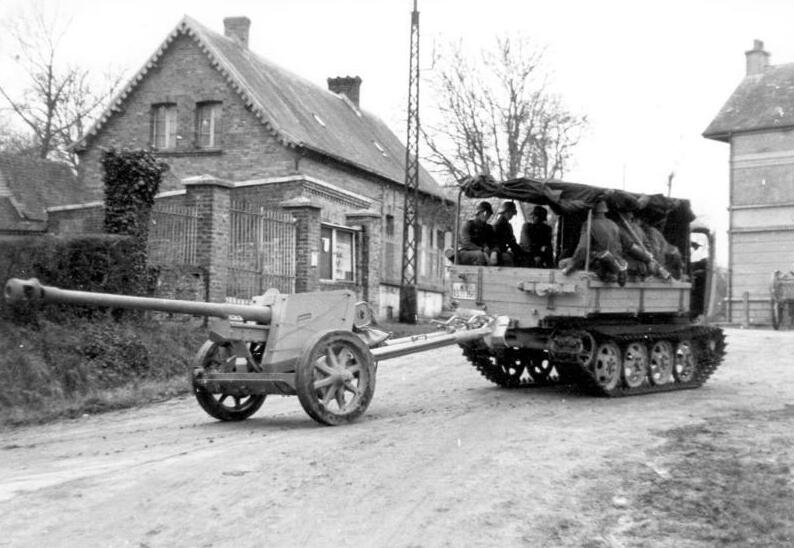
Un RSO 01 remolcando un PaK 40 en territorio francés (1943).

A pesar de no ser un vehículo veloz debido a su modesta velocidad de entre 17 y 30 km/h, poseía una autonomía de 180 km en terreno irregular y 300 km en rectas, con un rendimiento de 0,8 a 1,4 km/L (según la motorización). Existieron varias versiones: algunas llevaron una cabina rectangular abierta, semiabierta o completamente cerrada según el escenario de operaciones.
Fue aprobado de inmediato y enviado al frente, donde tuvo gran aceptación por sus capacidades y fácil mantenimiento, siendo ampliamente empleado como transporte de personal, abastecimiento y tractor de artillería. Posteriormente en 1943, Steyr presentó la variante RSO/PaK40, usando el chasis de estos vehículos como cañones autopropulsados con cañones PaK 40. Para 1943, las solicitudes de fabricación sobrepasaron las tasas de producción de la firma Steyr, aún empleando mano de obra esclava de forma masiva, por lo que gracias a la gestión de ministro de Armamentos Albert Speer se concedió la licencia de fabricación de la versión RSO 01 a las firmas alemanas Magirus, Deutz AG y Wanderer para apoyar la demanda, a la que se unió la austriaca Gräf & Stift.
La Steyr fabricó más de 2.500 vehículos en 1943 antes de cambiar de la fabricación de vehículos a la versión RSO 02, y dedicarse a la fabricación de repuestos y motores únicamente; la Magirus fabricó hasta 1945 unas 12.500 unidades de la versión y la Wanderer 5.600 unidades. La Gräf & Stift fabricó 4.500 vehículos. Los RSO no solo estuvieron presentes en el Frente Oriental, sino que también actuaron en el Frente Occidental, en especial en Francia e Italia.

## Versiones

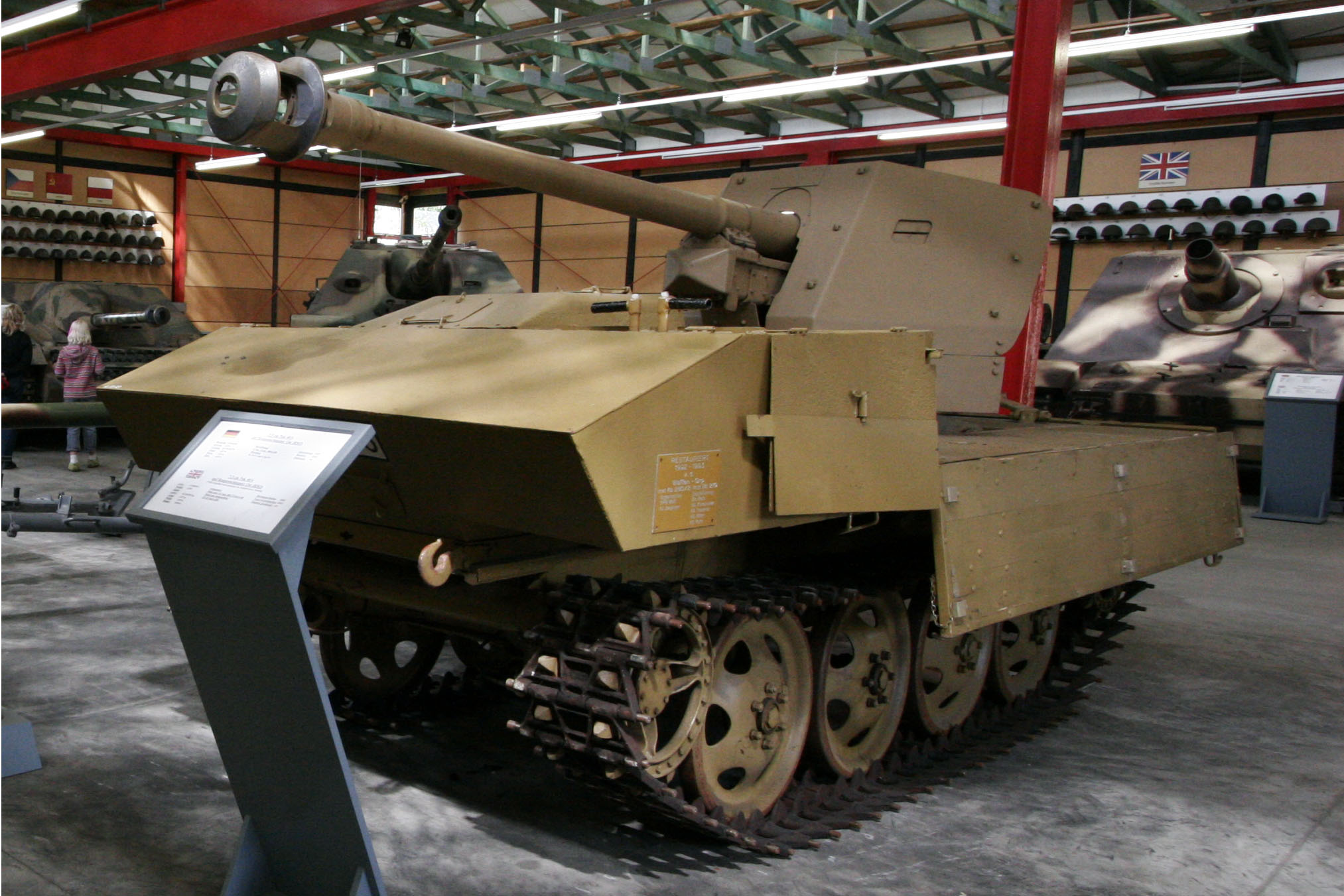
El RSO 02 con PaK 40/75 del Panzermuseum de Münster.

- La versión RSO 01 era la estándar fabricada por Steyr-Daimler-Puch y equipada con cabina redondeada.[5]
- La versión RSO 02: Artillada con un cañón PaK 40 de 75 mm.
- La versión RSO 03: Equipada con una cabina rectangular.